# Шебш
Шебш — права притока річки Афіпс. Бере початок на схід від гори Афіпс і впадає в річку Афіпс біля аула Афіпсип. Довжина 100 км. Має дуже звивисте русло і багато приток.